# Cá rồng thân to
Cá rồng thân to, tên khoa học Eurypegasus draconis, là một loài cá trong họ Pegasidae. Chúng được tìm thấy ở Úc, Trung Quốc, Ai Cập, Fiji, Polynésie thuộc Pháp, Ấn Độ, Indonesia, Israel, Nhật Bản, Madagascar, Maldives, quần đảo Marshall, Mauritius, Micronesia, Mozambique, Nouvelle-Calédonie, Papua New Guinea, Philippin, Réunion, Somalia, Cộng hòa Nam Phi, Sudan, Tanzania, Vanuatu, và Việt Nam.

## Hình ảnh

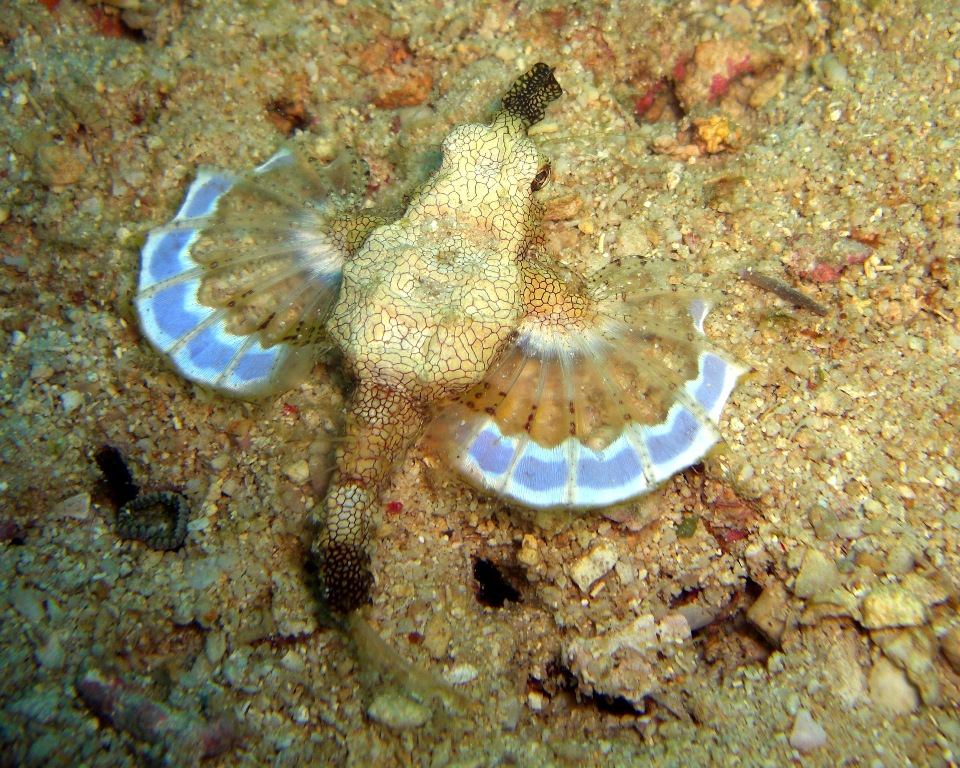
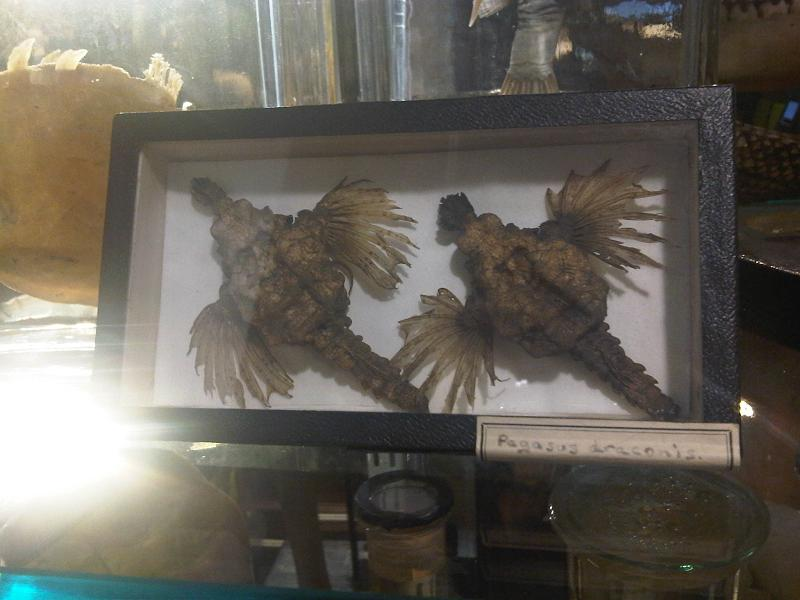
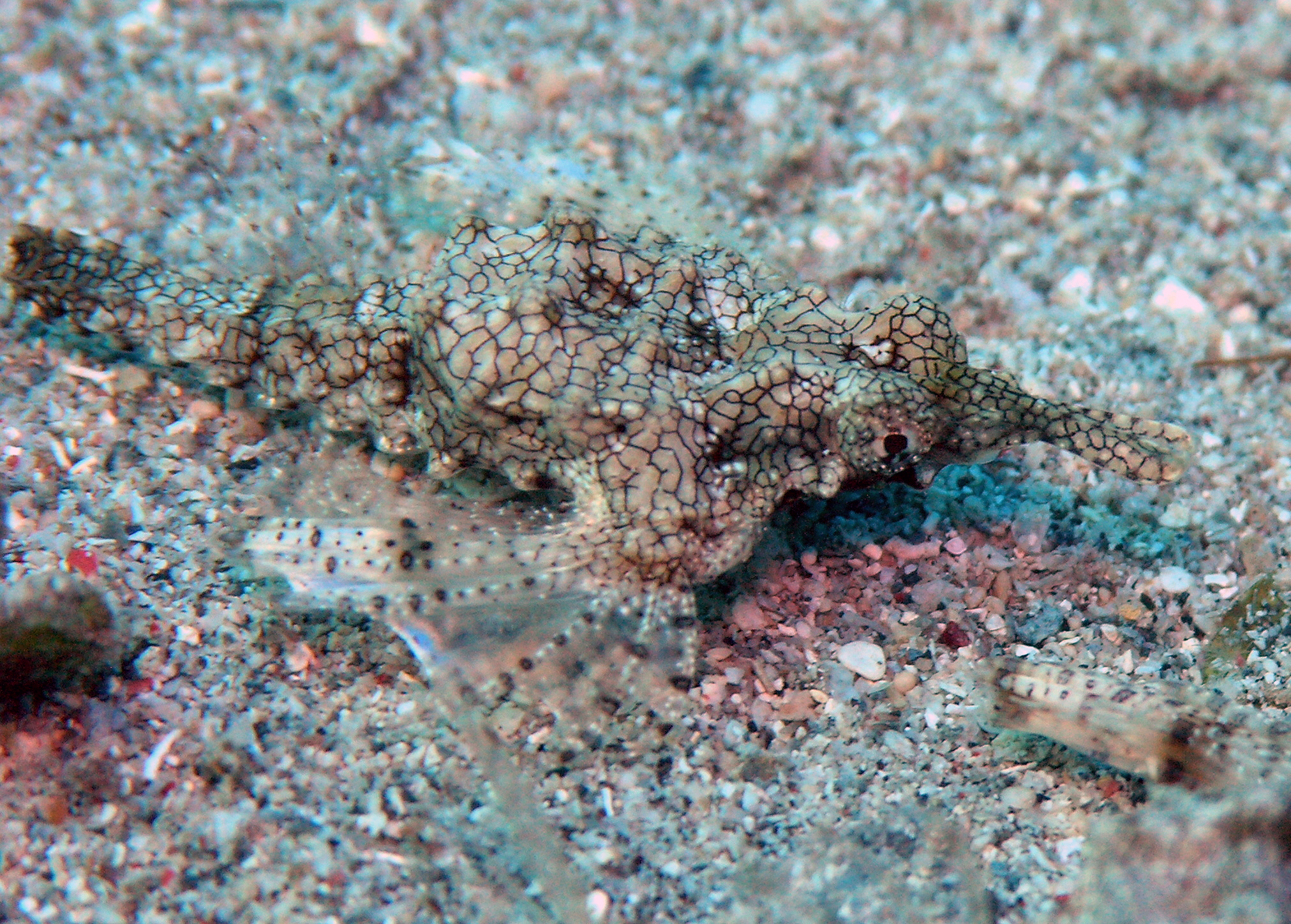
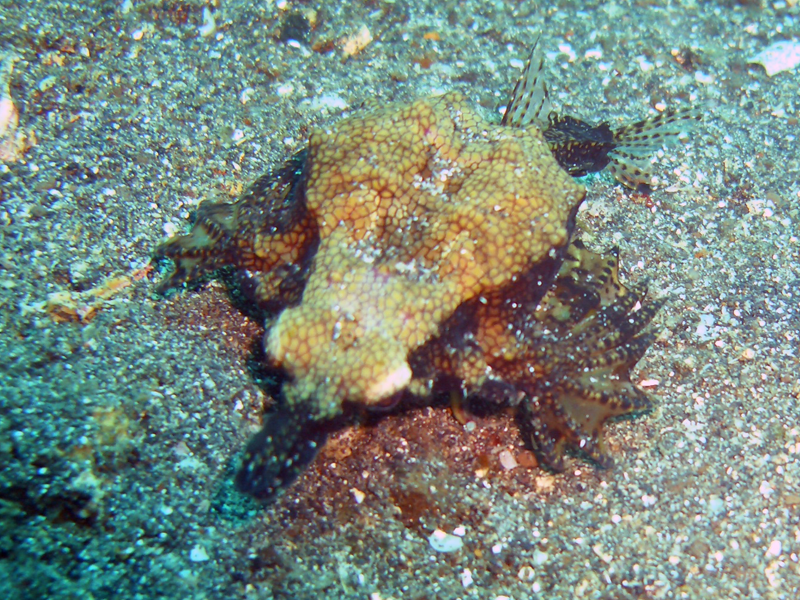